# Jeffrey Alwang
Jeffrey R. Alwang ist ein US-amerikanischer Agrarökonom. Er ist Professor an der Virginia Tech.

## Leben
Alwang studierte zunächst Politikwissenschaften an der Pennsylvania State University (B.A., 1978). Nach seinem Abschluss war er mit dem Peace Corps einige Jahre in Paraguay, bevor er für einen M.S. (1985) in Agrarökonomie an die Penn State University zurückkehrte. Seine Promotion erfolgte 1989 an der Cornell University. Seit 1989 ist er an der Virginia Tech.

## Arbeit
Alwang Forschungsinteresse gilt der ländlichen Entwicklung im In- und Ausland.

## Bücher (Auswahl)
- Economics of Agricultural Development (mit George W. Norton & William A. Masters). Routledge, 2010 (2. Auflage). ISBN 0415494249.